# Оберкірх (Баден)
Оберкірх (нім. Oberkirch) — місто в Німеччині, знаходиться в землі Баден-Вюртемберг. Підпорядковується адміністративному округу Фрайбург. Входить до складу району Ортенау.
Площа — 69,14 км2. Населення становить 19 944 ос. (станом на 31 грудня 2020).